# 瀬戸電気鉄道テワ1形電車

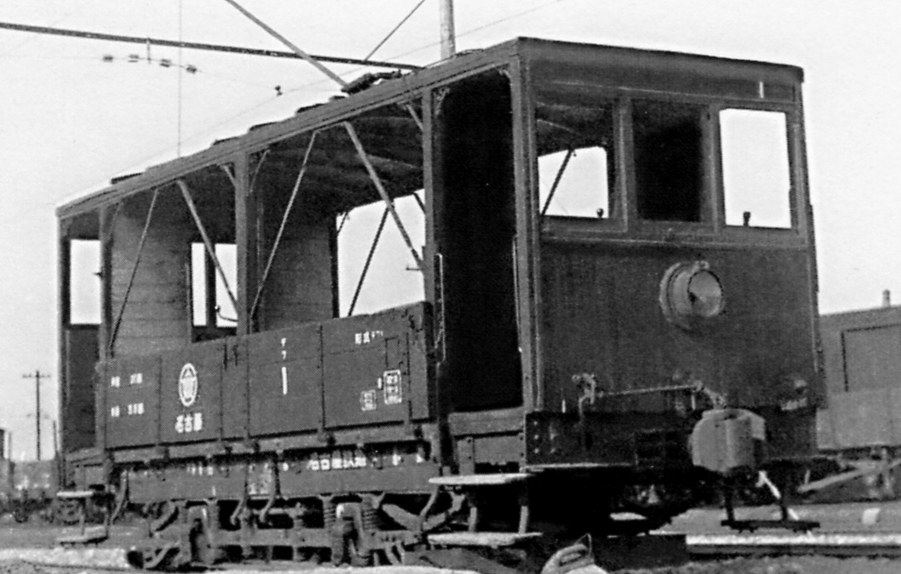
デワ1形1

瀬戸電気鉄道テワ1形電車（せとでんきてつどうテワ1がたでんしゃ）は、瀬戸電気鉄道が1920年（大正9年）に新製した木造電動貨車。2両（1・2）が存在した。

## 概要
瀬戸電気鉄道は瀬戸の陶磁器（瀬戸焼）の出荷、それに必要な燃料（石炭）の運搬があり、貨物輸送が行われていた。当初は二軸単車の電車（テ1形）が7t積みの無蓋車を牽引して行っていたが、輸送量増加に伴い専用の電動貨車が必要となり、1920年にテ3・4の電装品を流用し、名古屋電車製作所が新製したのが本形式である。
荷重3t、主電動機出力37HP×2という小ぶりな車両で、車体は、名義上は「有蓋車」で確かに屋根もあったが、無蓋車の上に柱と梁をたてて屋根を設置した形状であり、上部にパンタグラフがあった、側面に板や窓は設置されておらず吹き抜け状態で、前後には運転室（扉のない乗降デッキあり）が設置されていた。運転室の正面窓は同時期に新製されたテ28 - 32と同じ3枚窓であるが、テ28 - 32がR曲線なのに対し、本形式はフラットの形状である。
1939年（昭和14年）に瀬戸電気鉄道が名古屋鉄道と合併した後は「名古屋鉄道デワ1形（2代目）」となるが、最後まで瀬戸線で運用され続け、晩年は比較的取扱量の多い尾張瀬戸駅（デワ1）と尾張横山駅（デワ2）の入替作業を担当していた。1960年（昭和35年）8月に2両とも廃車にされる。